# Jan Nepomuk Štikar
Jan Nepomuk František Štikar (12. listopadu 1891 Újezd, okres Žďár nad Sázavou – 6. dubna 1960 Chomutov) byl český římskokatolický kněz, františkánský intelektuál a vězeň komunistického režimu.

## Život
Od svých jedenácti let byl v péči svého strýce v Plzni, kde chodil do gymnázia a později jako františkán studoval teologii. Řeholní slib složil v roce 1913, na kněze byl vysvěcen roku 1914. Nějaký čas působil v klášteře v Turnově, odkud vyjížděl do okolí na misie. Jedním z dokladů, jak taková misie vypadala je záznam z farní kroniky: „V římsko-katolické farnosti Újezd pod Troskami (kostel Sv. Jana Křtitele) proběhla 15. - 22. března 1925 sv. misie, kterou vedl P. Jan Štikar (řád sv. Františka, Turnov). Zpověď přijalo 273 kajícníků. Proběhla kázání, duchovní cvičení pro různé stavy. Celé působení misionáře je barvitě popsáno a některé prvky vystupují do popředí. Je to význam misijního kříže a široká zbožnost. I když na ukončení misie padal sníh, bylo zde mnoho lidí“.
V letech 1929-1950 působil jako farář u Panny Marie Sněžné v Praze a angažoval se i v organizování duchovní hudby. V té době byl redaktorem časopisu Cyril a předsedou Obecné Jednoty Cyrilské, která sdružovala chrámové sbory a zájemce o duchovní hudbu z celé republiky. Mezi jeho blízké přátele patřil i Josef Bohuslav Foerster a řada dalších významných hudebníků. Byl velmi dobrým varhaníkem a pracoval také na harmonizaci liturgických zpěvů a úzce spolupracoval na zkouškách s Cyrilskou Jednotou františkánského chrámu Panny Marie Sněžné. Na počátku 30. let 20. století zpřístupnil veřejnosti jakožto kvardián, knihovník a znalec hudby i historie místní františkánskou knihovnu pražských novoměstských františkánů.
Po záboru klášterů v dubnu 1950 strávil několik měsíců v tzv. centralizovaných klášterech v Oseku a v Bohosudově. Po propuštění musel opustit Prahu a byl ustanoven administrátorem v Kadani, kde působil v letech 1950–1960. Kromě kadaňské farnosti spravoval excurrendo i okolní farnosti: 1. 6. 1950 – 1. 8. 1960 Prunéřov, 15. 9. 1953 – 1. 8. 1960 Radnice a 30. 1. 1956 – 1. 8. 1960 Tušimice. V roce 1952 byl v tajném kontaktu s českobudějovickým biskupem Josefem Hlouchem, který zde byl internován v bývalém františkánském klášteře.
Jeho život zachytil ve svých vzpomínkách Kadaňské nocturno profesor Milan Slavický (editorem je historik Petr Hlaváček), který jej chápe jako významnou osobnost českého duchovního a kulturního života v Turnově, Praze i Kadani. O jeho významu svědčila i hojná účast lidí na jeho pohřbu 9. dubna 1960. Pohřben je v Praze na Vinohradech.
24. června 2013 byla Štikarovi na portálu děkanského kostela Povýšení svatého Kříže v Kadani odhalena pamětní deska. Za přítomnosti zástupců města a Konfederace politických vězňů ji požehnal P. Josef Čermák.